# Yawata (miasto)
Yawata (jap. 八幡市 Yawata-shi) – miasto w Japonii, na wyspie Honsiu, w prefekturze Kioto, w okręgu przemysłowym Hanshin.

## Położenie
Miasto leży w południowej części prefektury Kioto, nad rzekami Kizu i Yodo. Sąsiaduje z miastami: 
- Kioto
- Kyōtanabe
- Hirakata
- Jōyō

## Historia
Miasto otrzymało status miejski szczebla -shi (市) 1 listopada 1977 roku.